# 朝だ!どうなる
『朝だ!どうなる』（あさだ どうなる）は、1990年11月5日から1991年3月29日までフジテレビ系列で放送されたフジテレビ制作の平日朝の情報番組である。放送時間は毎週月曜 - 金曜 7:00 - 7:45 （日本時間）。

## 概要
キャスターは、小俣雅子（フリーアナウンサー）、石井苗子（現 日本維新の会参議院議員）、高市早苗（現 自由民主党衆議院議員）らが務めた。前番組とはテイストを変えストレートニュースを中心とする構成にしたが、5か月で打ち切られた。
この番組の終了後、それまで6時台に放送されていた『FNN朝駆け第一報!』が30分繰り下げられると同時に、かつてこの番組が放送されていた7時台にまで放送枠を拡大し、『FNN World Uplink』と題してリニューアル。空いた早朝枠番組には、替わって『おめざめ天気予報』がスタートした。
1989年4月3日から1990年3月30日まで放送されていた朝の情報番組『トークシャワー』では報道番組のテロップを使い制作局を出していなかったが、当番組は「おはよう!ナイスデイ』『タイム3』などと同じ情報番組のテロップを使い「制作著作 フジテレビ」の文字を出していた（以前放送されていた『グッドモーニングジャパン』『アンテナホット7』も同様）。

## 放送局
前番組『アンテナホット7』やそれ以前の番組群と同様に、フジテレビ系列局であってもこの番組を放送しない地方局がいくつか存在した。東海テレビは、最初の30分を『世界名作劇場』などのテレビアニメの再放送に、残りの15分をローカルニュースにそれぞれ充てていた。テレビ大分と鹿児島テレビはこの時間帯、日本テレビの『ズームイン!!朝!』を放送していた（テレビ大分および当時の鹿児島テレビは日本テレビ系列とのクロスネット局）。岩手めんこいテレビは、開局前のサービス放送期間中に放送していた。
| フジテレビ 平日朝の情報番組枠 | フジテレビ 平日朝の情報番組枠            | フジテレビ 平日朝の情報番組枠 |
| 前番組                        | 番組名                                   | 次番組                        |
| ----------------------------- | ---------------------------------------- | ----------------------------- |
| ニュース&ウェザー（第1期）    | 朝だ!どうなる （1990年11月 - 1991年3月） | FNN World Uplink              |